# Grand Prix de Ouest-France 2011
Il Grand Prix de Ouest-France 2011, settantacinquesima edizione della corsa e valida come evento dell'UCI World Tour 2011, si svolse il 28 agosto 2011 su un percorso totale di 248,3 km. Fu vinta dallo sloveno Grega Bole che terminò la gara in 6.32'40" alla media di 37,65 km/h.
Partenza a Plouay con 190 ciclisti di cui 151 portarono a termine il percorso.

## Squadre e corridori partecipanti
| N.      | Cod. | Squadra               |
| ------- | ---- | --------------------- |
| 1-8     | THR  | HTC-Highroad          |
| 11-18   | GRM  | Team Garmin-Cervélo   |
| 21-28   | FDJ  | FDJ                   |
| 31-38   | LAM  | Lampre-ISD            |
| 41-48   | AST  | Pro Team Astana       |
| 51-58   | ALM  | AG2R La Mondiale      |
| 61-68   | MOV  | Movistar Team         |
| 71-78   | OLO  | Omega Pharma-Lotto    |
| 81-88   | BMC  | BMC Racing Team       |
| 91-98   | KAT  | Katusha Team          |
| 101-108 | EUS  | Euskaltel-Euskadi     |
| 111-118 | RAB  | Rabobank Cycling Team |

| N.      | Cod. | Squadra                     |
| ------- | ---- | --------------------------- |
| 121-128 | SKY  | Sky Procycling              |
| 131-138 | LEO  | Team Leopard-Trek           |
| 141-148 | LIQ  | Liquigas-Cannondale         |
| 151-158 | QST  | Quickstep Cycling Team      |
| 161-168 | VCD  | Vacansoleil-DCM             |
| 171-178 | RSH  | Team RadioShack             |
| 181-188 | SBS  | Saxo Bank-Sungard           |
| 191-198 | BSC  | Bretagne-Schuller           |
| 201-208 | COF  | Cofidis, le Crédit en Ligne |
| 211-218 | EUC  | Team Europcar               |
| 221-228 | SAU  | Saur-Sojasun                |
| 231-238 | SKS  | Skil-Shimano                |

## Ordine d'arrivo (Top 10)
| Pos. | Corridore          | Squadra        | Tempo    |
| ---- | ------------------ | -------------- | -------- |
| 1    | Grega Bole         | Lampre-ISD     | 6h32'40" |
| 2    | Simon Gerrans      | Sky Procycling | s.t.     |
| 3    | Thomas Voeckler    | Europcar       | s.t.     |
| 4    | Thor Hushovd       | Garmin         | s.t.     |
| 5    | Giacomo Nizzolo    | Leopard-Trek   | s.t.     |
| 6    | Arnaud Gérard      | FDJ            | s.t.     |
| 7    | José Joaquín Rojas | Movistar       | s.t.     |
| 8    | Fumiyuki Beppu     | RadioShack     | s.t.     |
| 9    | Julien Simon       | Saur-Sojasun   | s.t.     |
| 10   | Yoann Offredo      | FDJ            | s.t.     |

## Punteggi UCI
| Pos. | Corridore          | Squadra        | Punti |
| ---- | ------------------ | -------------- | ----- |
| 1    | Grega Bole         | Lampre-ISD     | 80    |
| 2    | Simon Gerrans      | Sky Procycling | 60    |
| 3    | Thor Hushovd       | Garmin         | 40    |
| 4    | Giacomo Nizzolo    | Leopard-Trek   | 30    |
| 5    | José Joaquín Rojas | Movistar       | 14    |
| 6    | Fumiyuki Beppu     | RadioShack     | 10    |

| Pos. | Squadra             | Punti |
| ---- | ------------------- | ----- |
| 1    | Lampre-ISD          | 80    |
| 2    | Sky Procycling      | 60    |
| 3    | Team Garmin-Cervélo | 40    |
| 4    | Team Leopard-Trek   | 30    |
| 5    | Movistar Team       | 14    |
| 6    | Team RadioShack     | 10    |

| Pos. | Nazione   | Punti |
| ---- | --------- | ----- |
| 1    | Slovenia  | 80    |
| 2    | Australia | 60    |
| 3    | Norvegia  | 40    |
| 4    | Italia    | 30    |
| 5    | Spagna    | 14    |
| 6    | Giappone  | 10    |